# Маријана Радев
Маријана Радев (Констанца, 21. новембар 1913 – Загреб, 17. септембар 1973) била је хрватска певачица бугарског порекла, мецосопран.
Певање је студирала код М. Реизера на Музичкој академији у Загребу, а усавршавала се у Трсту где и дебитује 1937. године. У Загребу је први пут наступила 1938. У периоду од 1941. до 1955. године била је активни члан загребачке Опере.
Захваљујући врхунској музикалности, музичкој образованости и драмском темпераменту, својим гласом обележила је хрватску оперу, а посебно се истакла улогом Кармен. У првим годинама каријере тумачила је улоге у операма  Вердија, Вагнера, Маснеа, Чајковског, Глука, Бритна, Менотија, Стравинског, Готовца и многих других. 
Гостовала је у Миланској скали, на фестивалу Maggio Musicale Fiorentino и на другим битним музичким дешавањима. Данас се сматра једном од највећих хрватских музичких уметница, а 1972. године добила је Награду Владимир Назор за животно дело.